# Landigou

Landigou este o comună în departamentul Orne, Franța. În 1 ianuarie 2022 avea o populație de 432 de locuitori.